# Wafa Sultan
Wafa Sultan (Baniyas, Syrië, 14 juni 1958) is een Amerikaanse psychiater van Syrische afkomst die in Los Angeles leeft en de relatie tussen de religies becommentarieert.  Ze gaat hierbij uit van haar vaststelling dat, in tegenstelling tot andere religies zoals het christendom, het jodendom, het hindoeïsme of het boeddhisme, de voornaamste bron van religieus geweld voortspruit uit de islam.

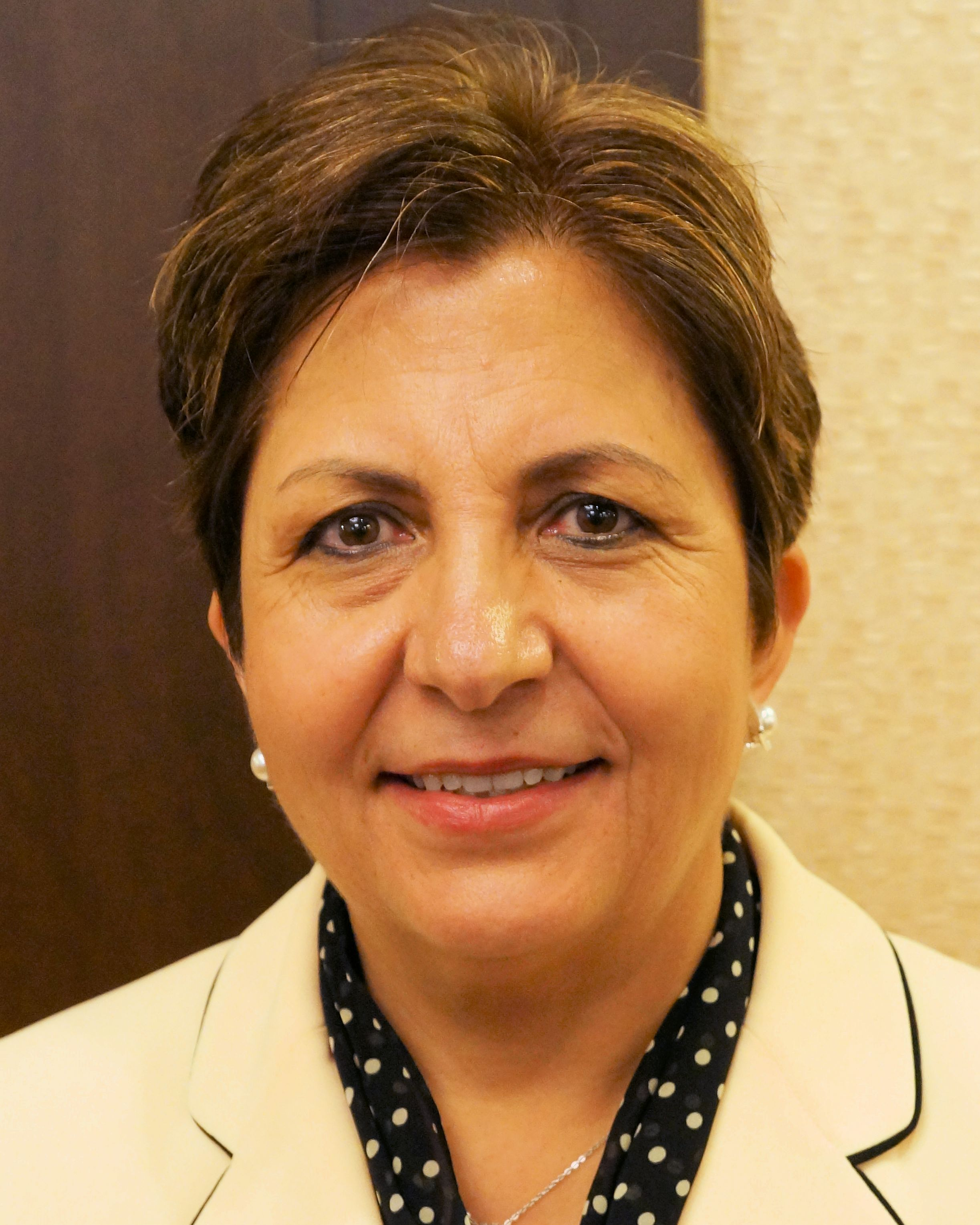
Wafa Sultan in mei 2012.

Wafa Sultan en haar man David Sultan emigreerden naar de Verenigde Staten in 1989 en zijn beiden genaturaliseerde Amerikaanse staatsburgers. Ze heeft te kennen gegeven dat ze vreest voor de veiligheid van hun familieleden die in Syrië verblijven.